# Código de aeropuertos de IATA

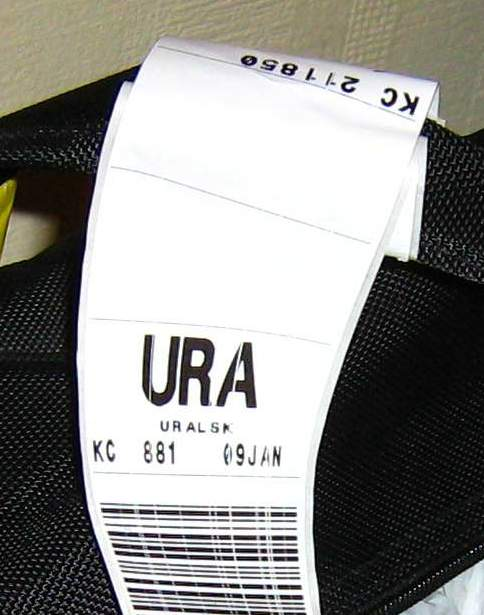
Etiqueta con el código IATA «URA» para el aeropuerto que sirve a la ciudad de Oral (en ruso Uralsk)

El código de aeropuertos de IATA está formado por grupos de tres letras, que designan a cada aeropuerto del mundo, asignadas por la Asociación Internacional de Transporte Aéreo (International Air Transport Association, IATA).
Con las 26 letras del alfabeto latino se pueden crear 17.576 permutaciones diferentes. Actualmente hay más de 10 000 aeropuertos comerciales en el mundo que utilizan los códigos de IATA, de entre los 41.800 que habría si se incluyeran aeródromos, aeropuertos militares y otras pistas semipreparadas, que utilizan otras denominaciones.
Este código se emplea, por ejemplo, en las etiquetas que marcan el equipaje en las mesas de embarque de los aeropuertos.
El código de tres letras se forma:
- Tomando letras de la gran ciudad a la que sirve el aeropuerto:
  - Tomando las tres primeras. Por ejemplo: «MAD» para el principal aeropuerto que sirve a Madrid, o «MEX», que sirve a la Ciudad de México.
  - Tomando la primera letra y otras dos del nombre, como en el caso de «BCN» para el, que sirve a Barcelona o «CCS» para el que sirve a Caracas.
  - Tomando tres letras del nombre, ninguna de ella inicial, como «UIO» que sirve a Quito, o «RGS» para el de Burgos.[4]
  - Tomando dos letras del nombre y una letra adicional, como «LAX» que sirve a Los Ángeles o «SDQ» que sirve a Santo Domingo.
- Tomando letras de la localidad menor donde está ubicado el aeropuerto que sirve a una gran ciudad. Ejemplos son: «EZE» ubicado en el partido de Ezeiza, cerca de Buenos Aires; «NLU» ubicado en la población de Nuevo Lucía cerca de la Ciudad de México; y «ORY», ubicado en Orly, una comuna cercana a París.
- Tomando letras del nombre del aeropuerto.
  - Dos ejemplos clásicos son aeropuertos con nombre de personajes históricos.: «JFK» código del Aer. Int. John F. Kennedy que sirve a Nueva York o «CDG», código del Aer. de París-Charles de Gaulle.
  - En España, el archipiélago de Canarias  los aeropuertos toman los nombres de las islas: Se usa «FUE» para el Aeropuerto de Fuerteventura ubicado en la isla de Fuerteventura, y que sirve a la ciudad de Puerto del Rosario, capital de la isla. En la isla de Tenerife se usa «TFN» para el Aeropuerto de Tenerife Norte-Ciudad de La Laguna que sirve a la ciudad de Santa Cruz de Tenerife en el norte de la isla y «TFS» para el Aeropuerto de Tenerife Sur que sirve a ciudades del sur de la isla.

Debido a que se pretende que cada aeropuerto tenga un identificador único, cuando no es posible crearlo de la forma antes indicada, se recurre a varias alternativas, como por ejemplo:
- Usando letras del nombre de la ciudad y del país. La(s) letra(s) del país puede(n) ser:
  - La inicial, como el de La Paz, Bolivia, que es «LPB» o el de Guayaquil, Ecuador que es «GYE»
  - La inicial y otra, como el aeropuerto de Santiago de Chile que es «SCL»
  - Una cualquiera que no es inicial, como el código del aeropuerto que sirve a la ciudad de Puebla (México) que usa «PBC»; o el de Cali (Colombia) que usa «CLO»
- Para el Aer. Int. del Bajío que sirve a la Zona metropolitana de León (México) se usa «BJX» formado con dos letras del nombre del aeropuerto y una última letra que aparece en el nombre del país.
- Para el aeropuerto que sirve a la ciudad de Panamá llamado Aerop. Int. de Tocumen se ha usando una letra del nombre de la ciudad y una del aeropuerto y una cualquiera. Así el código es «PTY»
- «EAS» es el código del aeropuerto que sirve a la ciudad de San Sebastián, también llamada Easo.
- Para el aeropuerto de la ciudad de Jerez de la Frontera, se usa «XRY» que son letras que aparecen en la traducción de la palabra para el vino llamado jerez, que en francés es xérès  y en inglés, sherry.

## Argentina
| Anexo:Aeropuertos de Argentina |

| Código IATA | Nombre                                                                    | Localización (Sirve a)              | Provincia                                                          |
| ----------- | ------------------------------------------------------------------------- | ----------------------------------- | ------------------------------------------------------------------ |
| BHI         | Aeropuerto Comandante Espora                                              | Bahía Blanca                        | Provincia de Buenos Aires                                          |
| AEP         | Aeroparque Internacional Jorge Newbery                                    | Buenos Aires                        | Ciudad Autónoma de Buenos Aires                                    |
| EPA         | Aeropuerto El Palomar                                                     | Área metropolitana de Buenos Aires  | Provincia de Buenos Aires                                          |
| EZE         | Aeropuerto Internacional Ministro Pistarini                               | Área metropolitana de Buenos Aires  | Provincia de Buenos Aires                                          |
| BRC         | Aeropuerto Internacional Teniente Luis Candelaria                         | San Carlos de Bariloche             | Provincia de Río Negro                                             |
| CTC         | Aeropuerto Coronel Felipe Varela                                          | San Fernando del Valle de Catamarca | Provincia de Catamarca                                             |
| CRD         | Aeropuerto Internacional General Enrique Mosconi                          | Comodoro Rivadavia                  | Provincia del Chubut                                               |
| COR         | Aeropuerto Internacional Ingeniero Aeronáutico Ambrosio Taravella         | Córdoba                             | Provincia de Córdoba                                               |
| CNQ         | Aeropuerto Internacional Doctor Fernando Piragine Niveyro                 | Corrientes                          | Provincia de Corrientes                                            |
| FTE         | Aeropuerto Internacional Comandante Armando Tola                          | El Calafate                         | Provincia de Santa Cruz                                            |
| EQS         | Aeropuerto Internacional Brigadier General Antonio Parodi                 | Esquel                              | Provincia del Chubut                                               |
| FMA         | Aeropuerto Internacional de Formosa                                       | Formosa                             | Provincia de Formosa                                               |
| IRJ         | Aeropuerto Capitán Vicente Almandos Almonacid                             | La Rioja                            | Provincia de La Rioja                                              |
| MDQ         | Aeropuerto Internacional Astor Piazzolla                                  | Mar del Plata                       | Provincia de Buenos Aires                                          |
| LGS         | Aeropuerto Comodoro Ricardo Salomón                                       | Malargüe                            | Provincia de Mendoza                                               |
| MDZ         | Aeropuerto Internacional Gobernador Francisco Gabrielli                   | Mendoza                             | Provincia de Mendoza                                               |
| NQN         | Aeropuerto Internacional Presidente Perón                                 | Neuquén, Cipolletti,                | Provincia del Neuquén                                              |
| PRA         | Aeropuerto General Justo José de Urquiza                                  | Paraná                              | Provincia de Entre Ríos                                            |
| PSS         | Aeropuerto Internacional de Posadas Libertador General José de San Martín | Posadas                             | Provincia de Misiones                                              |
| IGR         | Aeropuerto Internacional de Puerto Iguazú                                 | Puerto Iguazú                       | Provincia de Misiones                                              |
| PMY         | Aeropuerto El Tehuelche                                                   | Puerto Madryn                       | Provincia del Chubut                                               |
| RCQ         | Aeropuerto Teniente Daniel Jukic                                          | Reconquista                         | Provincia de Santa Fe                                              |
| RES         | Aeropuerto Internacional de Resistencia                                   | Resistencia                         | Provincia del Chaco                                                |
| RGL         | Aeropuerto Internacional Piloto Civil Norberto Fernández                  | Río Gallegos                        | Provincia de Santa Cruz                                            |
| RGA         | Aeropuerto Internacional Gobernador Ramón Trejo Noel                      | Río Grande                          | Provincia de Tierra del Fuego, Antártida e Islas del Atlántico Sur |
| RCU         | Aeropuerto de Río Cuarto                                                  | Río Cuarto                          | Provincia de Córdoba                                               |
| ROS         | Aeropuerto Internacional Rosario Islas Malvinas                           | Rosario                             | Provincia de Santa Fe                                              |
| SLA         | Aeropuerto Internacional de Salta Martín Miguel de Güemes                 | Salta                               | Provincia de Salta                                                 |
| UAQ         | Aeropuerto Domingo Faustino Sarmiento                                     | San Juan                            | Provincia de San Juan                                              |
| LUQ         | Aeropuerto Brigadier Mayor César Raúl Ojeda                               | San Luis                            | Provincia de San Luis                                              |
| CPC         | Aeropuerto Aeropuerto Aviador Carlos Campos, Chapelco                     | San Martín de los Andes             | Provincia del Neuquén                                              |
| TUC         | Aeropuerto Internacional Teniente Benjamín Matienzo                       | San Miguel de Tucumán               | Provincia de Tucumán                                               |
| AFA         | Aeropuerto Internacional Suboficial Ayudante Santiago Germano             | San Rafael                          | Provincia de Mendoza                                               |
| JUJ         | Aeropuerto Internacional Gobernador Horacio Guzmán                        | San Salvador de Jujuy               | Provincia de Jujuy                                                 |
| SFN         | Aeropuerto de Sauce Viejo                                                 | Santa Fe                            | Provincia de Santa Fe                                              |
| RSA         | Aeropuerto de Santa Rosa                                                  | Santa Rosa                          | Provincia de La Pampa                                              |
| SDE         | Aeropuerto Vicecomodoro Ángel de la Paz Aragonés                          | Santiago del Estero                 | Provincia de Santiago del Estero                                   |
| RHD         | Aeropuerto Internacional Termas de Río Hondo                              | Termas de Río Hondo                 | Provincia de Santiago del Estero                                   |
| REL         | Aeropuerto Almirante Marcos A. Zar                                        | Trelew                              | Provincia del Chubut                                               |
| USH         | Aeropuerto Internacional Malvinas Argentinas                              | Ushuaia                             | Provincia de Tierra del Fuego, Antártida e Islas del Atlántico Sur |
| VDM         | Aeropuerto Gobernador Edgardo Castello                                    | Viedma                              | Provincia de Río Negro                                             |
| VLG         | Aeropuerto de Villa Gesell                                                | Villa Gesell                        | Provincia de Buenos Aires                                          |

## Chile
| Anexo:Aeropuertos de Chile |

| Código IATA | Nombre                                                      | Localización   | Provincia                     | Región                                           |
| ----------- | ----------------------------------------------------------- | -------------- | ----------------------------- | ------------------------------------------------ |
| ARI         | Aeropuerto Internacional Chacalluta                         | Arica          | Provincia de Arica            | Región de Arica y Parinacota                     |
| IQQ         | Aeropuerto Internacional Diego Aracena                      | Iquique        | Provincia de Iquique          | Región de Tarapacá                               |
| ANF         | Aeropuerto Andrés Sabella                                   | Antofagasta    | Provincia de Antofagasta      | Región de Antofagasta                            |
| CJC         | Aeropuerto El Loa                                           | Calama         | Provincia de El Loa           | Región de Antofagasta                            |
| CPO         | Aeródromo Desierto de Atacama                               | Caldera        | Provincia de Copiapó          | Región de Atacama                                |
| LSC         | Aeródromo La Florida                                        | La Serena      | Provincia de Elqui            | Región de Coquimbo                               |
| SCL         | Aeropuerto Internacional Arturo Merino Benítez              | Santiago       | Provincia de Santiago         | Región Metropolitana de Santiago                 |
| CCP         | Aeropuerto Carriel Sur                                      | Concepción     | Provincia de Concepción       | Región del Biobío                                |
| ZCO         | Aeropuerto Internacional La Araucanía                       | Freire         | Provincia de Cautín           | Región de la Araucanía                           |
| ZAL         | Aeródromo Pichoy                                            | Mariquina      | Provincia de Valdivia         | Región de Los Ríos                               |
| ZOS         | Aeródromo Cañal Bajo Carlos Hott Siebert                    | Osorno         | Provincia de Osorno           | Región de Los Lagos                              |
| PMC         | Aeropuerto Internacional El Tepual                          | Puerto Montt   | Provincia de Llanquihue       | Región de Los Lagos                              |
| MHC         | Aeródromo Mocopulli                                         | Castro         | Provincia de Chiloé           | Región de Los Lagos                              |
| BBA         | Aeródromo Balmaceda                                         | Balmaceda      | Provincia General Carrera     | Región Aysén del General Carlos Ibáñez del Campo |
| PNT         | Aeródromo Teniente Julio Gallardo                           | Puerto Natales | Provincia de Última Esperanza | Región de Magallanes y de la Antártica Chilena   |
| PUQ         | Aeropuerto Internacional Presidente Carlos Ibáñez del Campo | Punta Arenas   | Provincia de Magallanes       | Región de Magallanes y de la Antártica Chilena   |
| IPC         | Aeropuerto Internacional Mataveri                           | Isla de Pascua | Provincia de Isla de Pascua   | Región de Valparaíso                             |

## Colombia
| Anexo:Aeropuertos de Colombia |

| Código IATA | Nombre                                          | Localización (Sirve a)                                   | Departamento             |
| ----------- | ----------------------------------------------- | -------------------------------------------------------- | ------------------------ |
| ADZ         | Aeropuerto Internacional Gustavo Rojas Pinilla  | San Andrés                                               | San Andrés y Providencia |
| AXM         | Aeropuerto Internacional El Edén                | Armenia                                                  | Quindío                  |
| BAQ         | Aeropuerto Internacional Ernesto Cortissoz      | Soledad (sirve a Barranquilla)                           | Atlántico                |
| BGA         | Aeropuerto Internacional Palonegro              | Lebrija (sirve a Bucaramanga)                            | Santander                |
| BOG         | Aeropuerto Internacional El Dorado              | Localidad de Fontibón (sirve a Bogotá, Distrito Capital) | Bogotá, D. C.            |
| CLO         | Aeropuerto Internacional Alfonso Bonilla Aragón | Palmira (sirve a Santiago de Cali)                       | Valle del Cauca          |
| CTG         | Aeropuerto Internacional Rafael Núñez           | Cartagena de Indias                                      | Bolívar                  |
| CUC         | Aeropuerto Internacional Camilo Daza            | San José de Cúcuta                                       | Norte de Santander       |
| EOH         | Aeropuerto Nacional Enrique Olaya Herrera       | Medellín                                                 | Antioquia                |
| IBE         | Aeropuerto Nacional Perales                     | Ibagué                                                   | Tolima                   |
| LET         | Aeropuerto Internacional Alfredo Vásquez Cobo   | Leticia                                                  | Amazonas                 |
| MDE         | Aeropuerto Internacional José María Córdova     | Rionegro (sirve a Medellín)                              | Antioquia                |
| MZL         | Aeropuerto Nacional La Nubia                    | Manizales                                                | Caldas                   |
| NVA         | Aeropuerto Nacional Benito Salas                | Neiva                                                    | Huila                    |
| PEI         | Aeropuerto Internacional Matecaña               | Pereira                                                  | Risaralda                |
| PSO         | Aeropuerto Nacional Antonio Nariño              | Chachagüí (sirve a San Juan de Pasto)                    | Nariño                   |
| PPN         | Aeropuerto Nacional Guillermo León Valencia     | Popayán                                                  | Cauca                    |
| SMR         | Aeropuerto Internacional Simón Bolívar          | Santa Marta                                              | Magdalena                |
| MTR         | Aeropuerto Internacional Los Garzones           | Cereté (sirve a Montería)                                | Córdoba                  |
| MVP         | Aeropuerto Nacional Fabio Alberto León Bentley  | Mitú                                                     | Vaupés                   |
| RCH         | Aeropuerto Internacional Almirante Padilla      | Riohacha                                                 | La Guajira               |

## España
| Anexo:Aeropuertos de España |

| Código IATA | Nombre                                           | Localización (Sirve a)                              | Comunidad autónoma     |
| ----------- | ------------------------------------------------ | --------------------------------------------------- | ---------------------- |
| CQM         | Aeropuerto de Ciudad Real                        | Ciudad Real                                         | Castilla-La Mancha     |
| ALC         | Aeropuerto de Alicante-Elche                     | Elche (Alicante)                                    | Comunidad Valenciana   |
| LEI         | Aeropuerto de Almería                            | Almería                                             | Andalucía              |
| BJZ         | Aeropuerto de Badajoz                            | Badajoz                                             | Extremadura            |
| BCN         | Aeropuerto Josep Tarradellas Barcelona-El Prat   | El Prat de Llobregat (Barcelona)                    | Cataluña               |
| BIO         | Aeropuerto de Bilbao                             | Lujua (Bilbao)                                      | País Vasco             |
| RGS         | Aeropuerto de Burgos                             | Burgos                                              | Castilla y León        |
| CDT         | Aeropuerto de Castellón-Costa Azahar             | Villanueva de Alcolea (Castellón)                   | Comunidad Valenciana   |
| ODB         | Aeropuerto de Córdoba                            | Córdoba                                             | Andalucía              |
| EAS         | Aeropuerto de San Sebastián                      | Fuenterrabía (Guipúzcoa)                            | País Vasco             |
| GRO         | Aeropuerto de Gerona-Costa Brava                 | Viloví de Oñar (Gerona)                             | Cataluña               |
| GRX         | Aeropuerto Federico García Lorca Granada-Jaén    | Granada                                             | Andalucía              |
| IBZ         | Aeropuerto de Ibiza                              | Ibiza                                               | Islas Baleares         |
| XRY         | Aeropuerto de Jerez                              | Jerez de la Frontera                                | Andalucía              |
| ACE         | Aeropuerto César Manrique-Lanzarote              | San Bartolomé (Lanzarote)                           | Canarias               |
| LPA         | Aeropuerto Benito Pérez Galdós-Gran Canaria      | Telde (Gran Canaria)                                | Canarias               |
| LEN         | Aeropuerto de León                               | Valverde de la Virgen (León)                        | Castilla y León        |
| MAD         | Aeropuerto Adolfo Suárez Madrid-Barajas          | Madrid                                              | Comunidad de Madrid    |
| TOJ         | Base Aérea de Torrejón de Ardoz                  | Torrejón de Ardoz (Madrid)                          | Comunidad de Madrid    |
| GMZ         | Aeropuerto de La Gomera                          | Alajeró (La Gomera)                                 | Canarias               |
| AGP         | Aeropuerto de Málaga-Costa del Sol               | Málaga                                              | Andalucía              |
| MLN         | Aeropuerto de Melilla                            | Melilla                                             | Melilla                |
| MAH         | Aeropuerto de Menorca                            | Mahón (Menorca)                                     | Islas Baleares         |
| RMU         | Aeropuerto Internacional de la Región de Murcia  | Corvera (Murcia)                                    | Región de Murcia       |
| OVD         | Aeropuerto de Asturias                           | Castrillón (Asturias)                               | Principado de Asturias |
| PMI         | Aeropuerto de Son Sant Joan                      | Palma de Mallorca (Mallorca)                        | Islas Baleares         |
| PNA         | Aeropuerto de Pamplona                           | Noáin (Navarra)                                     | Navarra                |
| REU         | Aeropuerto de Reus                               | Reus (Tarragona)                                    | Cataluña               |
| SLM         | Aeropuerto de Salamanca                          | Machacón (Salamanca)                                | Castilla y León        |
| SDR         | Aeropuerto Seve Ballesteros-Santander            | Camargo (Cantabria)                                 | Cantabria              |
| SPC         | Aeropuerto de La Palma                           | Villa de Mazo (La Palma)                            | Canarias               |
| SVQ         | Aeropuerto de Sevilla-San Pablo                  | Sevilla                                             | Andalucía              |
| TFN         | Aeropuerto de Tenerife Norte-Ciudad de La Laguna | San Cristóbal de La Laguna (Santa Cruz de Tenerife) | Canarias               |
| LCG         | Aeropuerto de La Coruña                          | Alvedro (Culleredo)                                 | Galicia                |
| TFS         | Aeropuerto Internacional Reina Sofía             | Granadilla de Abona (Santa Cruz de Tenerife)        | Canarias               |
| VLC         | Aeropuerto de Manises                            | Manises (Valencia)                                  | Comunidad Valenciana   |
| VLL         | Aeropuerto de Villanubla                         | Villanubla (Valladolid)                             | Castilla y León        |
| VDE         | Aeropuerto de los Cangrejos                      | Valverde (El Hierro)                                | Canarias               |
| VGO         | Aeropuerto de Vigo-Peinador                      | Vigo                                                | Galicia                |
| VIT         | Aeropuerto de Vitoria                            | Vitoria                                             | País Vasco             |
| ZAZ         | Aeropuerto de Zaragoza                           | Zaragoza                                            | Aragón                 |
| SCQ         | Aeropuerto de Santiago                           | Lavacolla                                           | Galicia                |
| TEV         | Aeródromo de Teruel                              | Teruel                                              | Aragón                 |
| FUE         | Aeropuerto de Fuerteventura                      | Fuerteventura                                       | Canarias               |
| RJL         | Aeropuerto de Agoncillo                          | Logroño                                             | La Rioja               |

## Venezuela
| Anexo:Aeropuertos de Venezuela |

| Código IATA | Nombre                                                   | Localización (Sirve a)  | Estado                 |
| ----------- | -------------------------------------------------------- | ----------------------- | ---------------------- |
| BLA         | Aeropuerto Internacional General José Antonio Anzoátegui | Barcelona               | Anzoátegui             |
| BNS         | Aeropuerto Luisa Cáceres de Arismendi                    | Barinas                 | Barinas                |
| BRM         | Aeropuerto Internacional Jacinto Lara                    | Barquisimeto            | Lara                   |
| CBL         | Aeropuerto Nacional Tomás de Heres                       | Ciudad Bolívar          | Bolívar                |
| CCS         | Aeropuerto Internacional de Maiquetía Simón Bolívar      | Maiquetía (Caracas)     | Distrito Capital       |
| CUM         | Aeropuerto Internacional Antonio José de Sucre           | Cumaná                  | Sucre                  |
| VIG         | Aeropuerto Juan Pablo Pérez Alfonzo                      | El Vigía                | Mérida                 |
| LFR         | Aeropuerto Francisco García de Hevia                     | La Fría                 | Táchira                |
| LSP         | Aeropuerto Internacional Josefa Camejo                   | Los Taques (Punto Fijo) | Falcón                 |
| LRV         | Aeropuerto de Los Roques                                 | Los Roques              | Dependencias Federales |
| MAR         | Aeropuerto Internacional de La Chinita                   | Maracaibo               | Zulia                  |
| MUN         | Aeropuerto Internacional José Tadeo Monagas              | Maturín                 | Monagas                |
| MYC         | Aeropuerto Los Tacariguas                                | Maracay                 | Aragua                 |
| PMV         | Aeropuerto Internacional del Caribe Santiago Mariño      | El Yaque (Porlamar)     | Nueva Esparta          |
| PBL         | Aeropuerto General Bartolomé Salom                       | Puerto Cabello          | Carabobo               |
| PYH         | Aeropuerto Cacique Aramare                               | Puerto Ayacucho         | Amazonas               |
| PZO         | Aeropuerto Internacional Manuel Piar                     | Puerto Ordaz            | Bolívar                |
| SFD         | Aeropuerto Las Flecheras                                 | San Fernando de Apure   | Apure                  |
| SOM         | Aeropuerto Don Edmundo Barrios                           | San Tomé                | Anzoátegui             |
| STD         | Aeropuerto Internacional de Santo Domingo                | San Cristóbal           | Táchira                |
| TUV         | Aeropuerto San Rafael                                    | Tucupita                | Delta Amacuro          |
| VLN         | Aeropuerto Internacional Arturo Michelena                | Valencia                | Carabobo               |